# 548 Kressida
548 Kressidaeller 1904 PC är en av småplaneterna i asteroidbältet mellan Mars och Jupiter. Den upptäcktes 14 oktober 1904 av den tyske astronomen Paul Götz i Heidelberg. Asteroiden har fått sitt namn efter Cressida, dotter till den grekiske auguren Kalkas, i en tragedi av William Shakespeare vilken utspelar sig under Trojanska kriget.